# Made in Abyss
Made in Abyss (Nhật: メイドインアビス Hepburn: Meido in Abisu, tạm dịch: Đi vào Vực thẳm) là một bộ manga của Akihito Tsukushi, xuất bản trực tuyến trên Web Comic Gamma của Takeshobo từ năm 2012 đến nay. Bộ truyện được phát hành tại Việt Nam vào năm 2021. Nội dung kể về một cô bé tên Riko, cùng cậu bạn người máy Reg phiêu lưu vào miệng hố "Abyss" để đi tìm người mẹ thất lạc của Riko. Bản anime truyền hình sản xuất bởi Kinema Citrus đã phát sóng mùa đầu tiên từ 7 tháng 7 năm đến 29 tháng 9 năm 2017, với mùa thứ hai phát sóng từ tháng 7 đến tháng 9 năm 2022.

## Cốt truyện
Câu chuyện xoay quanh về một cô gái tên Riko sống ở trại trẻ mồ côi Belchero, nằm tại thị trấn Orth trên một hòn đảo giữa vùng biển Beoluska. Thị trấn Orth bao vây một cái hố khổng lồ đi sâu vào lòng đất, thường được gọi với cái tên Abyss (Vực thẳm). Abyss là nơi tụ tập của những loài sinh vật kì lạ và cũng là nơi chứa những món di vật quý hiếm từ nền văn minh cổ xưa mà con người chưa biết, mà sau đó nó đã trở thành nơi săn tìm phổ biến của các nhà thám hiểm (Cave Raiders) bất chấp khó khăn, gian nan và nguy hiểm, để đi sâu vào hố và tìm những di vật họ thấy được. Trở về từ vực thẳm gây nhiều trở ngại hơn do "Lời nguyền Abyss", gây chóng mặt, nôn mửa, đau toàn thân thậm chí là tử vong cho người thám hiểm khi càng xuống sâu hơn. Một số nhà thám hiểm huyền thoại đã may mắn trở về và kể lại hành trình của họ, một trong số đó là Chúa tể hủy diệt - Lyza, được biết với danh hiệu Còi trắng và là mẹ ruột của Riko.
Khát vọng sống của Riko là theo bước chân mẹ cô trở thành một Còi trắng. Ngày nọ, cô tìm thấy và kết bạn với một cậu bé người máy ở Abyss, cậu được đặt tên là Reg. Riko cùng những người bạn của cô giúp Reg có thể vào được Belchero. Ngày kia, Riko đã đọc được một thông điệp của Lyza rằng mẹ cô đang chờ cô dưới đáy Abyss. Cô quyết định bắt đầu hành trình tìm mẹ cùng với Reg, chia tay bạn bè cũng như cả thị trấn.

## Nhân vật

### Nhân vật chính
Riko (リコ)
Lồng tiếng: Tomita Miyu
Một cô bé 12 tuổi năng động và tinh nghịch, muốn trở thành một nhà thám hiểm như mẹ người mẹ  của mình, Lyza, đã biến mất ở Abyss từ mười năm trước (tính thời điểm hiện tại của câu chuyện). Riko hiện là một nhà thám hiểm đang được huấn luyện tại trại trẻ mồ côi Belchero. Mặc dù chính sách của trại là đưa nộp những di vật tìm được để trả cho chi phí vận hành, nhưng cô đã bí mật sở hữu riêng mình một di vật tìm được, La Bàn Tinh Tú, mà cô hy vọng sẽ sử dụng nó trong hành trình của mình. Lyza đã sinh cô ra trong một nhiệm vụ dưới Abyss. Lyza và Ozen đưa Riko lên bằng một di vật được gọi là "Lồng giải nguyền". Tuy nhiên, do Lời nguyền tác động, Riko phải đeo kính nếu không cô sẽ bị đau đầu khi nhìn bình thường.
Reg (レグ Regu)
Lồng tiếng: Ise Mariya
Một robot nữa người bị mất trí nhớ với hình dạng một cậu bé. Reg không hề nhớ mình là ai, cậu được Riko đặt tên theo một chú chó mà cô từng nuôi. Cậu có thể tiêu thụ thực phẩm hữu cơ mặc dù là máy móc. Vũ khí của Reg là tay có khả năng kéo dài, và bắn ra một chùm năng lượng được gọi là Pháo Hỏa Thiêu, nó đủ mạnh để hủy diệt gần như mọi vật thể. Tuy nhiên, nếu sử dụng nó, Reg sẽ bị hôn mê suốt 2 tiếng và không cách nào làm cậu tỉnh lại suốt khoảng thời gian đó.
Nanachi (ナナチ Nanachi)
Lồng tiếng bởi: Shiori Izawa
Nanachi là một Kẻ biến dị (成れ果て, Narehate - để ám chỉ sinh vật đã mất nhân tính vì xuống tầng sáu của Abyss) với đặc điểm và tính năng khá giống thỏ. Khi còn là một con người, Nanachi sống trong khu ổ chuột, nhặt thức ăn, ăn từ thùng rác và học cách đọc các ký tự cổ. Sau khi được Bondrewd tuyển dụng với ngụ ý rằng họ sẽ được đào tạo để trở thành những nhà thám hiểm, Nanachi kết bạn với một cô bé tên là Mitty lúc họ xuống Abyss, nhưng cuối cùng cả hai bị Bondrewd cho vào một di vật giống với thang máy để đưa xuống tầng thứ sáu. Khi họ bị kẹt trong đó, nhân tính của Nanachi đã bị mất đi một phần, trong khi Mitty mất đi toàn bộ nhân tính và trở thành một loại xác thịt bất tử và dị dạng. Nanachi cùng Mitty trốn thoát khỏi căn cứ của Bondrewd để giải thoát cho cô khỏi nỗi đau của những thí nghiệm tàn ác của ông ta, chăm sóc cho cô cho đến khi cô được giải thoát bởi Reg, và sau đó đồng ý tham gia cùng Riko và Reg trong chuyến du hành đến các tầng thấp hơn. Tác giả cố tình không tiết lộ giới tính và để người đọc tự cảm nhận theo ý bản thân.
Faputa (ファプタ Faputa)
Lồng tiếng bởi: Misaki Kuno 
Faputa là một sinh vật được mệnh danh là "Công chúa biến dị" sống ở tầng thứ sáu. Cô là đứa con cuối cùng của Irumyuui và thề sẽ trả thù ngôi làng vì những người anh chị đã bị ăn thịt và giải thoát cho mẹ của cô cũng chính là ngôi làng. Cô đã gặp và trở thành bạn thân với Reg trước khi cậu mất ký ức. Khi cô gặp lại Reg, Faputa tức giận với cậu vì đã quên cô và ghen tị với tình bạn của cậu với Riko và Nanachi nhưng sau đó cũng kết bạn với cả hai, tham gia vào nhóm trong hành trình đi xuống đáy của Abyss.

### Trại trẻ mồ côi Belchero
Trại trưởng (院長 Inchō)
Lồng tiếng bởi: Yōko Sōmi 
Là chủ trại trẻ mồ côi Belchero ở thành phố Orth, nơi chuyên đào tạo trẻ mồ côi thành những người khám phá và tìm những di tích ở dưới tầng một của Abyss. Bà khá nghiêm khắc, và có một số hình phạt thú vị dành cho những đứa trẻ không tuân theo nội quy của trại trẻ mồ côi.
Jiruo (ジルオ Jiruo)
Lồng tiếng bởi: Taishi Murata 
Một nhà thám hiểm trẻ tuổi và là Còi mặt trăng tại Trại trẻ mồ côi Belchero, người từng là học trò của Lyza, chăm sóc cho Riko sau khi cô được sinh ra. Trong khi nghiêm khắc, anh cũng cực kỳ nhạy bén và nhanh nhạy, và đằng sau vẻ ngoài có vẻ bất cần đời của mình, anh là một tâm hồn nhân hậu và lương thiện. Anh thường được các học trò gọi là "Đội trưởng". Anh hiện đang ở độ tuổi 20.
Nat (ナット Natto)
Lồng tiếng bởi: Mutsumi Tamura 
Nat là một trong những người bạn của Riko tại Trại mồ côi Belchero. Cậu là người kiên quyết nhất chống lại việc cô ấy thám hiểm vào Abyss.
Shiggy (シギー Shigī)
Lồng tiếng bởi: Manami Numakura  
Shiggy là một người bạn khác của Riko tại Trại mồ côi Belchero. Cậu ấy đã giúp Riko che giấu thân phận thật của Reg với những người lớn và giống như Nat, biết về kế hoạch của Riko để tìm kiếm mẹ cô ở Abyss.
Kiyui (キユイ Kiyui)
Lồng tiếng bởi: Manami Hanawa  
Đứa trẻ mồ côi bé nhất tại Trại mồ côi Belchero, và là một trong những người bạn của Riko. Kiyui vẫn chưa đạt đến trạng thái Còi đỏ, vì vậy bé ấy đeo Lục lạc và tham gia các công việc hàng ngày ở trại trẻ mồ côi trong khi các Còi đỏ đang trong thời gian huấn luyện.

### Những nhà thám hiểm
Habolg (ハボルグ Haborugu)
Lồng tiếng bởi: Tetsu Inada 
Một Còi đen thân thiện, thân thuộc, người đã đưa chiếc Còi trắng của Lyza và những ghi chú thông tin về Abyss cuối cùng của cô lên bề mặt, nó đã hỗ trợ hai nhân vật chính ngay sau khi họ đi xuống thám hiểm. Ông thường được Riko và bạn bè của cô đến thăm khi không đi thám hiểm, và được Riko gọi là "Chú".
Ozen (オーゼン Ōzen)
Lồng tiếng bởi: Sayaka Ohara 
Một Còi trắng với danh hiệu là Chúa tể bất động được gọi là Ozen Bất Di Bất Dịch, phụ trách Trạm quan sát ở tầng hai của Abyss. Bà từng là người thầy của Lyza và đã giúp cô đưa Riko trở lại bề mặt đất sau khi Riko được sinh ra. Nó được tiết lộ rằng Ozen quan tâm đến Lyza rất sâu sắc, mặc dù tính cách cứng rắn của bà, và Ozen hứa với Lyza sẽ gửi Riko đến với cô nếu tình huống xảy ra. Ozen ghép một di vật vào cơ thể bà, giúp bà có sức sống và sức mạnh phi thường. Habolg cũng tuyên bố rằng Ozen đã đi xuống sâu trong Abyss ít nhất 50 năm. Cho dù đã quá tuổi nhưng bà vẫn sắc sảo và khá vô tâm khi luôn đưa ra những lời khinh miệt của bà cho ai đó.
Marulk (マルルク Maruruku)
Lồng tiếng bởi: Aki Toyosaki  
Một Còi xanh (được Ozen đặc cách) là học trò và trợ lý của Ozen, kết bạn với Riko và Reg trong thời gian họ ở Trạm quan sát. Marulk trông giống như một cô gái và mặc một chiếc váy người hầu nhưng sử dụng đại từ nam tính boku. Có ngụ ý rằng Ozen buộc Marulk phải ăn mặc theo cách này.
Lyza (ライザ Raiza)
Lồng tiếng bởi: Maaya Sakamoto  
Lyza Hủy Diệt là mẹ của Riko. Cô là học trò cũ của Ozen, và là một trong số ít nhà thám hiểm đạt được cấp bậc Còi trắng, với danh hiệu Chúa tể hủy diệt. Người ta nói rằng cô không chỉ chinh phục nhiều hiểm nguy của Abyss, mà còn chiến đấu với các nhóm đột kích của các quốc gia nước khác. Theo lời của Jiruo, từng là đệ tử của Lyza, anh đã nói với Riko rằng cô là một kẻ nhậu nhẹt và thích đánh nhau, trái ngược với ngoại hình xinh đẹp của cô.
Bondrewd (ボンドルド Bondorudo)
Lồng tiếng bởi: Toshiyuki Morikawa  
Bondrewd Tối Tân với danh hiệu là Chúa tể bình minh, là người phụ trách Căn cứ tiền tuyến Ido, một trạm nghiên cứu nằm ở dưới cùng của tầng năm, canh giữ cửa ngõ vào tầng thứ sáu của Abyss. Ông ta là người chịu trách nhiệm cho một số thí nghiệm phi đạo đức trên trẻ em, bao gồm cả thí nghiệm biến Nanachi và Mitty thành những kẻ biến dị.

### Căn cứ tiền tuyến Ido
Prushka (プルシュカ Purushuka)
Lồng tiếng bởi: Inori Minase  
Con gái nuôi của Bondrewd, người đã dành toàn bộ cuộc đời mình dưới tầng thứ năm. Yêu Bondrewd và gọi ông ấy là "Papa". Prushka kết bạn với Riko và sau cùng trở thành hình dạng Còi trắng và được Riko mang theo bên mình.
Meinya (メイニャ Meinya)
Lồng tiếng bởi: Natsuko Hara 
Meinya là người bạn đồng hành trung thành với Prushka và sau cùng là Riko, một sinh vật cỡ thỏ được gọi là Meinastoilim, được Bondrewd tặng cho Prushka như một món quà khi cô còn nhỏ vì bị chấn thương nặng. Việc đánh hơi bộ lông của Meinya dường như làm khả năng miễn nhiễm tạm thời đối với lời nguyền tầng thứ năm giảm đi bằng cách cho người đánh hơi thấy và do đó đi theo con đường của Meinya.

### Làng Iruburu

#### Tam Hiền Giả
Wazukyan (ワズキャン Wazukyan)
Lồng tiếng bởi: Hiroaki Hirata  
Thuyền trưởng của hạm đội cảm tử Ganja, người đã tiên tri sự xuất hiện của Vueko.
Belaf (ベラフ Berafu)
Lồng tiếng bởi: Mitsuki Saiga 
Đồng hành cùng Wazukyan và Vueko trong chuyến hành trình tìm kiếm Abyss bằng cách sử dụng La Bàn Tinh Tú.
Vueloeluko (ヴエロエルコ Vueroeruko)
Lồng tiếng bởi: Yuka Terasaki  
Vueloeluko (ngắn gọn là Vueko), từng là một trong các hiền giả của làng Ilblu sau khi phát hiện ra Thành phố vàng trong 150 năm trước, tính theo lúc nhóm tới làng thì hiện cô đang bị giam cầm trong một hố bùn tối tăm, nhớp nháp bên dưới ngôi làng. Cô rất thân với Irumyuui và khá đau buồn khi thấy con của Irumyuui chết.

### Các nhân vật khác
Mitty (ミーティ Mitty)
Lồng tiếng bởi: Eri Kitamura 
Một sinh vật vô định hình kỳ lạ sống cùng Nanachi trên tầng thứ tư của Abyss. Trong quá khứ, Mitty là một cô gái bình thường với mái tóc đỏ và nước da sáng, được Bondrewd chiêu mộ cùng với những đứa trẻ mồ côi khác từ một khu vực vô danh để xuống Abyss. Kết quả là được Bondrewd gửi đến tầng thứ sáu, cô trở thành kẻ biến dị, khiến cô mất tính cách và ngoại hình của cô hơi giống một con mèo bị dị tật nghiêm trọng với miệng lớn, còn một mắt và tính cách giống như một chú chó thân thiện. Lời nguyền cũng khiến cô trở nên "bất tử" và Bondrewd đã thực hiện những thí nghiệm khủng khiếp đối với cô để kiểm tra khả năng hồi phục của cô sau những vết thương có thể gây tử vong. Mitty cũng có khả năng cung cấp thuốc giải độc cho những sinh vật độc hại của Abyss, mà Nanachi đã phát hiện ra khi cố gắng kết thúc sự đau khổ của cô.

## Truyền thông

### Manga
Tsukushi bắt đầu xuất bản bộ truyện trên Web Comic Gamma của Takeshobo từ năm 2012 và có tổng mười bốn tập tankōbon tính đến hiện nay. Seven Seas Entertainment thông báo tại Anime Expo 2017 rằng họ đã cấp phép cho manga bản tiếng Anh. Bộ truyện được phát hành tại Việt Nam vào năm 2021.
Một bản manga tuyển tập có tên Meido in Abisu Kōshiki Ansorojī: Doshigataki Sagu-tachi (メイドインアビス公式アンソロジー　度し難き探窟家たち Meido in Abisu Kōshiki Ansorojī: Doshigataki Sagu-tachi), đã phát hành vào 29 tháng 7 năm 2017 với ISBN là ISBN 978-4-80-196012-1.

#### Danh sách tập truyện
| #  | Phát hành ja         | Phát hành ja      | Phát hành Tiếng Việt | Phát hành Tiếng Việt |
| #  | Ngày phát hành       | ISBN              | Ngày phát hành       | ISBN                 |
| -- | -------------------- | ----------------- | -------------------- | -------------------- |
| 1  | 31 tháng 7 năm 2013  | 978-4-81-248380-0 | 22 tháng 7, 2021     | 978-604-328-770-7    |
| 2  | 30 tháng 6 năm 2014  | 978-4-81-248716-7 | 22 tháng 8, 2021     | 978-604-328-771-4    |
| 3  | 20 tháng 6 năm 2015  | 978-4-801952-74-4 | 22 tháng 9, 2021     | 978-604-328-772-1    |
| 4  | 30 tháng 4 năm 2016  | 978-4-801955-16-5 | 22 tháng 10, 2021    | 978-604-328-773-8    |
| 5  | 26 tháng 12 năm 2016 | 978-4-801957-20-6 | 22 tháng 11, 2021    | 978-604-328-774-5    |
| 6  | 29 tháng 17 năm 2017 | 978-4-801960-11-4 | 22 tháng 12, 2021    | 978-604-328-775-2    |
| 7  | 27 tháng 7 năm 2018  | 978-4-801963-39-9 | 22 tháng 1, 2022     | 978-604-351-157-4    |
| 8  | 30 tháng 5 năm 2019  | 978-4-8019-6627-7 | 22 tháng 2, 2022     | 978-604-351-158-1    |
| 9  | 27 tháng 7 năm 2020  | 978-4-8019-7029-8 | 22 tháng 3, 2022     | 978-604-351-431-5    |
| 10 | 29 tháng 7 năm 2021  | 978-4-8019-7390-9 | 22 tháng 4, 2022     | 978-604-361-314-8    |
| 11 | 29 tháng 7 năm 2022  | 978-4-8019-7802-7 | —                    | —                    |
| 12 | 31 tháng 7 năm 2023  | 978-4-8019-8108-9 | —                    | —                    |
| 13 | 30 tháng 8 năm 2024  | 978-4-8019-8393-9 | —                    | —                    |
| 14 | 8 tháng 8 năm 2025   | 978-4-8019-8710-4 | —                    | —                    |

### Anime
Bản chuyển thể anime truyền hình được thông báo vào năm 2016. Mười ba tập phim đã được phát sóng từ ngày 7 tháng 7 đến 29 tháng 9 năm 2017 trên các kênh AT-X, Tokyo MX, TV Aichi, Sun TV, KBS Kyoto, TVQ, Saga TV, và BS11, với tập cuối (13) là tập đặc biệt dài 1 tiếng. Kojima Masayuki đạo diễn bộ anime và kịch bản Kurata Hideyuki do chắp bút, với phần sản xuất hoạt họa thực hiện bởi Kinema Citrus và Kise Kazuchika thiết kế nhân vật.  Nghệ sĩ âm nhạc người Úc Kevin Penkin sáng tác phần nhạc. Tomita Miyu và Ise Mariya, diễn viên lồng tiếng cho hai nhân vật Riko, Reg, đã thực hiện ca khúc mở đầu "Deep in Abyss" và ca khúc kết thúc "Tabi no Hidarite, Saihate no Migite", sau đó hợp tác thực hiện cùng với Izawa Shiori (vai Nanachi).
Mùa anime thứ hai phát sóng vào ngày 6 tháng 7 năm 2022. Ban nhân sự cũ trở lại sản xuất mùa này. Bài hát mở đầu là "Katachi" thể hiện bởi Azuna Riko, bài hát kết thúc là "Endless Embrace" thể hiện bởi MYTH & ROID.
Hai bản tổng hợp các tập của phim, Made in Abyss: Tabidachi no Yoake (メイドインアビス 旅立ちの夜明け "Journey's Dawn") và Made in Abyss: Hōrō Suru Tasogare (メイドインアビス 放浪する黄昏 "Wandering Twilight"), đã phát hành vào ngày 4 tháng 1 và 18 tháng 1 năm 2019. Hai bản này được thông báo vào tháng 11 năm 2017.
Một bản phim dài tiếp theo với tên Gekijōban Made in Abyss: Fukaki Tamashii no Reimei (劇場版メイドインアビス 深き魂の黎明 Made in Abyss the Movie: Dawn of the Deep Soul), được khởi chiếu vào đầu năm 2020.
Sentai Filmworks đã cấp phép cho bộ anime và khởi chiếu nó trực tuyến trên nền tảng Anime Strike tại Hoa Kỳ và trên Hidive ngoài Hoa Kỳ. MVM Films đã phát hành bộ anime ở cả Anh quốc và Ireland, và Madman Entertainment đã phát hành ở Úc và New Zealand. Sentai Filmworks cũng cấp phép cho hai bản tổng hợp và hợp tác với Fathom Events khởi chiếu nó tại Regal Cinemas ở Los Angeles vào ngày 15 tháng 3 năm 2019. Made in Abyss còn được chiếu rạp với phụ đề vào ngày 20 tháng 3 và chiếu kèm bản lồng tiếng Anh vào ngày 25 tháng 3.

#### Nhân sự
- Đạo diễn: Kojima Masayuki
- Trợ lý đạo diễn: Haga Hitoshi, Iino Shinya
- Chỉ đạo sản xuất: Tsuruta Mieko, Ota Mitsuhiro, Yamshita Shimpei, Tagaki Takayuki, Isogai Tokuchi
- Âm thanh: Yamada Haru
- Kịch bản: Koyanagi Keigo, Kurata Hideyuki
- Âm nhạc: Kevin Penkin
- Nghệ thuật: Masuyama Osamu
- Chỉ đạo diễn hoạt: Kamada Akemi, Takeuchi Atsushi, Mori Satoshi, Takakura Takeshi, Taniguchi Yoshiaki
- Thiết kế nhân vật: Kise Kazuchika
- Nhiếp ảnh: Ema Tsunetaka
- Thiết kế màu sắc: Yamashita Miyao
- Sản xuất hoạt hình: Kinema Citrus

#### Danh sách tập phim
| STT | Tên (dịch)                                                  | Đạo diễn        | Kịch bản        | Ngày phát sóng gốc  | T.k.   |
| --- | ----------------------------------------------------------- | --------------- | --------------- | ------------------- | ------ |
| 1   | "Ōana no Machi (大穴の街 Thành phố của hố lớn)"             | Haga Hitoshi    | Kurata Hideyuki | 7 tháng 7 năm 2017  | [ 50 ] |
| 2   | "Fukkatsu-sai (復活祭 Lễ phục sinh)"                        | Mori Satoshi    | Kurata Hideyuki | 14 tháng 7 năm 2017 | [ 51 ] |
| 3   | "Shuppatsu (出発 Khởi hành)"                                | Sun Hi Son      | Kurata Hideyuki | 21 tháng 7 năm 2017 | [ 52 ] |
| 4   | "Abyss no Fuchi (アビスの淵 Vực thẳm Abyss)"                | Iino Shinya     | Koyanagi Keigo  | 28 tháng 7 năm 2017 | [ 53 ] |
| 5   | "Kasō hō (火葬砲 Pháo hỏa thiêu)"                           | Kudō Toshiharu  | Koyanagi Keigo  | 4 tháng 8 năm 2017  | [ 54 ] |
| 6   | "Kanshi kichi (監視基地 Trạm tìm kiếm)"                     | Haga Hitoshi    | Koyanagi Keigo  | 11 tháng 8 năm 2017 | [ 55 ] |
| 7   | "Fudō kyō (不動卿 Chúa tể bất động)"                        | Iino Shinya     | Kurata Hideyuki | 18 tháng 8 năm 2017 | [ 56 ] |
| 8   | "Seizon Kunren (生存訓練 Huấn luyện sinh tồn)"              | Iino Shinya     | Kurata Hideyuki | 25 tháng 8 năm 2017 | [ 57 ] |
| 9   | "Dai Dansō (大断層 Lỗi lầm lớn)"                            | Haga Hitoshi    | Kurata Hideyuki | 1 tháng 9 năm 2017  | [ 58 ] |
| 10  | "Doku to Noroi (毒と呪い Độc và Lời nguyền)"                | Sun Hi Son      | Koyanagi Keigo  | 8 tháng 9 năm 2017  | [ 59 ] |
| 11  | "Nanachi (ナナチ)"                                          | Kudō Toshiharu  | Kayanagi Keigo  | 15 tháng 9 năm 2017 | [ 60 ] |
| 12  | "Noroi no Shōtai (呪いの正体 Bản chất thật của lời nguyền)" | Kojima Masayuki | Koyanagi Keigo  | 22 tháng 9 năm 2017 | [ 61 ] |
| 13  | "Idomu Monatachi (挑む者たち Thách thức)"                   | Mori Satoshi    | Kurata Hideyuki | 29 tháng 9 năm 2017 | [ 62 ] |

## Đón nhận
Made in Abyss được đề cử giải Manga Taishō lần thứ 11 và nhận tổng điểm 40, xếp tại hạng 8. Bộ manga còn thắng giải Anime of the Year (Anime của năm) và Best Score (Âm nhạc xuất sắc) tại 2017 Anime Awards của Crunchyroll. Mặt khác, giới phê bình đã khen ngợi đây là một trong những bộ anime hay nhất năm 2017. Nick Creamer của Anime News Network đã ca ngợi anime tập trung tốt vào thể loại phiêu lưu, phần âm nhạc cũng như bối cảnh của Abyss. Julian Malerman của THEM Anime nhận xét nó có đầy đủ yếu tố về mặt cảm xúc.